# Cobranza

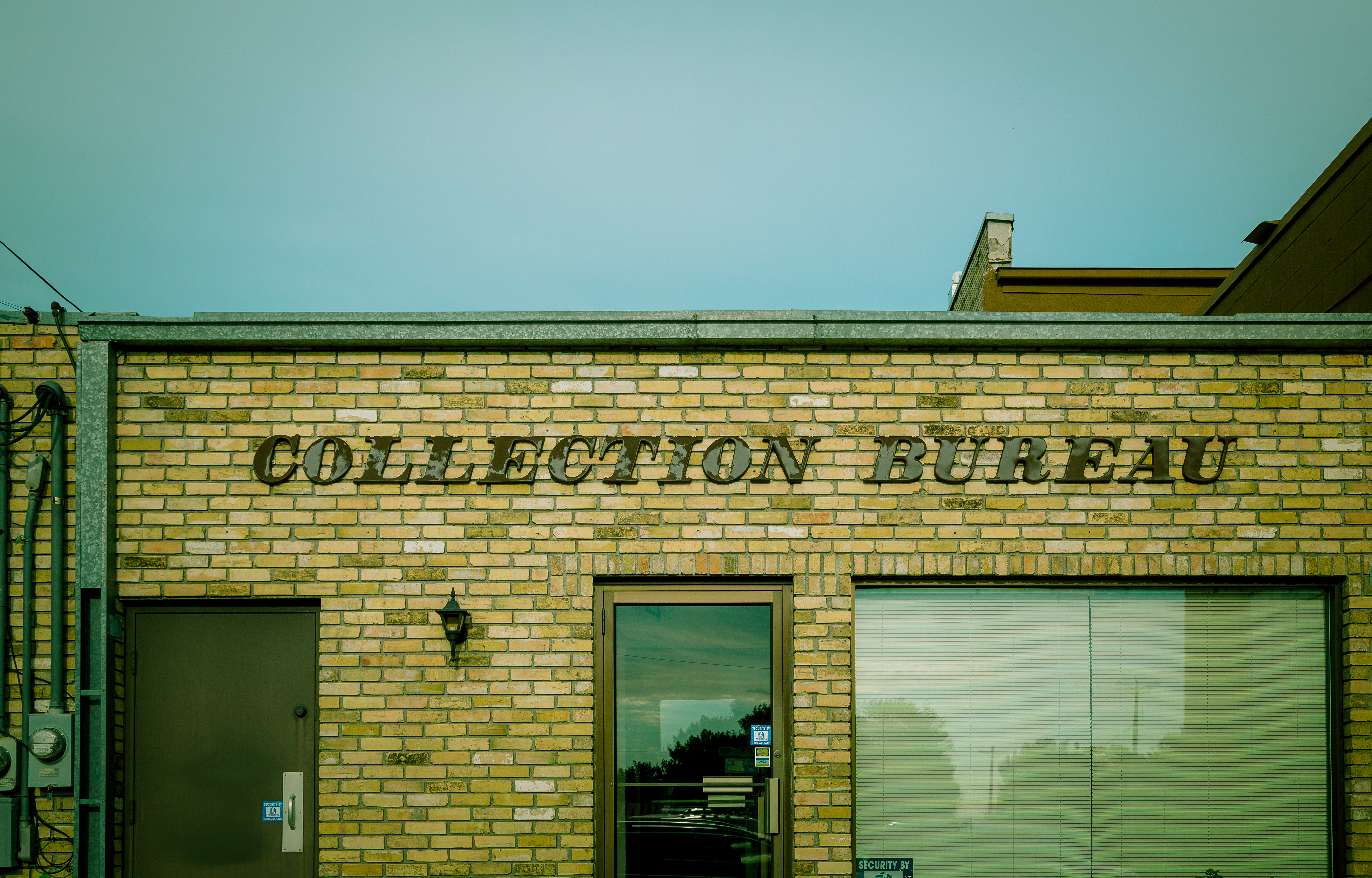
Una oficina de cobranza en Minnesota

Cobranza es el proceso de conseguir pagos de dinero u otro valor acordado adeudado a un acreedor. Los deudores pueden ser personas naturales o empresas. Una organización que se especializa en el cobro de deudas se conoce como agencia de cobranza o cobrador de deudas. La mayoría de las agencias de cobranza operan como agentes de los acreedores y cobran las deudas por una tarifa o porcentaje del monto total adeudado. Históricamente, los deudores podían enfrentar esclavitud, prisión u otros métodos de cobranza coercitivos. En el siglo XXI, en muchos países, la legislación regula a los cobradores de deudas y limita el acoso y las prácticas consideradas injustas.

## Historia
El cobro de deudas existe desde que existe la deuda y es más antiguo que la historia del dinero mismo, ya que existía dentro de los sistemas anteriores basados en el trueque. El cobro de deudas se remonta a las civilizaciones antiguas, comenzando en Sumeria en el año 3000 a. C. En estas civilizaciones, si se debía una deuda que no se podía pagar, el deudor y el cónyuge, los hijos o los sirvientes del deudor eran forzados a la "esclavitud por deuda" hasta que el acreedor recuperaba las pérdidas a través de su trabajo físico. Bajo la Ley de Babilonia, el pago de las deudas se regía por estrictas pautas, incluyendo varias protecciones básicas para los deudores.
En algunas sociedades, las deudas se podían transferir a las siguientes generaciones y la esclavitud por deuda continuaría, pero algunas sociedades tempranas preveían la condonación periódica de la deuda, por ejemplo como parte de un jubileo, o establecían un límite de tiempo para una deuda.
La Biblia emite severas restricciones con respecto a cuánto interés cobrar por un préstamo, criticando la usura. El Corán prohíbe cualquier cantidad de interés sobre los préstamos otorgados y fomenta las transacciones directas. Las religiones abrahámicas desalentaron los préstamos y prohibieron a los acreedores cobrar intereses sobre las deudas adeudadas.
En los territorios ocupados del Imperio Romano, los recaudadores de impuestos conformaban una organización increíblemente rentable  para aumentar la tesorería imperial, así como para llenar los bolsillos de los publicani. Sin embargo, el proceso estuvo plagado de corrupción y abuso de poder.
En la Edad Media, el cristianismo irrumpió con una posición condenatoria extrema, surgiendo leyes específicas para tratar con los deudores. Si los acreedores no podían cobrar una deuda, podían llevar al deudor a los tribunales y obtener una sentencia contra el deudor. Esto resultó en que el bailío de la corte fuera a la casa del deudor y recogiera bienes en lugar de la deuda, o que el deudor fuera remitido a la prisión de deudores hasta que la familia del deudor pudiera pagar la deuda o hasta que el acreedor lo perdonara. En la Inglaterra medieval, un catchpole era un funcionario legal que trabajaba para el alguacil, responsable de cobrar las deudas, que solía utilizar métodos coercitivos.

## Deudores
La persona que tiene una cuenta por pagar es el deudor. Los deudores pueden dejar de pagar (incumplimiento) por varias razones: por falta de planificación financiera o compromiso excesivo de su parte; por una eventualidad imprevista como la pérdida del trabajo o problemas de salud; disputa o desacuerdo sobre la deuda o lo que se está facturando; o deshonestidad por parte del acreedor o del deudor. El deudor puede ser una persona o una entidad, como una empresa. El cobro de deudas de consumidores está sujeto a una mayor regulación que el cobro de deudas comerciales.

### Empresas de cobranza

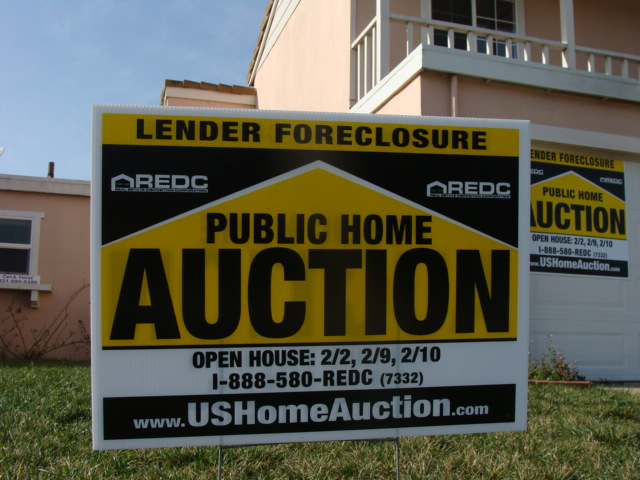
Casa en Salinas, California, en proceso de ejecución hipotecaria, tras el estallido de la burbuja inmobiliaria en Estados Unidos en los años 2000.

Una empresa de cobros o "compañía de colección" es una empresa encargada de cobrar deudas impagadas. Las compañías de colección tienen ciertas características que las dividen entre sí.
Generalmente trabajan para los acreedores originales a los cuales se les debe la deuda, aunque también compran deudas antiguas.
Una compañía de colección tiene su ganancia sobre la base de cuánto dinero puede captar de un deudor. Por ejemplo si un deudor tenía una deuda con algún banco de 1000 dólares, el acreedor tiene el derecho de cobrar 1000 más intereses, si es que esta compañía compró la deuda. En ocasiones el acreedor original le permite al colector cobrar intereses y lo extra que cobren puede ser parte de los honorarios.
Las más comunes son las que son parte del acreedor original. Generalmente es una división dentro de la misma financiera o banco. Tienen opciones de pago y hasta en ocasiones te ofrecen darte la misma tarjeta o cuenta si pagas el balance completo de la deuda.
Las compañías de colección subcontratadas, son aquellas que como su nombre lo dice se dedican a ofrecer sus servicios de colección a instituciones que ofrecen crédito. Estas compañías solo cobran honorarios si pueden recuperar una cantidad mínima de la deuda. Si son subcontratadas y no pueden cobrar la deuda, generalmente el acreedor original recuperara la deuda y podría tener dos opciones, uno, asignar la cuenta a otro colector o simplemente vender la cuenta a una compañía de colección.

## Prácticas de cobranza
Los cobradores de deudas que trabajan a comisión pueden estar muy motivados para convencer a los deudores de que paguen la deuda. Estas prácticas pueden ser reguladas por la nación en la que se lleva a cabo la actividad de recolección. Las agencias de cobro a veces pueden contactar a personas que no sean el deudor, generalmente en un intento de localizar al deudor pero sin mencionar la deuda.
A veces, una persona sin conexión con la deuda o el deudor puede ser contactada por un cobrador por error. Los ejemplos incluyen víctimas de robo de identidad y personas erróneamente seleccionadas debido a un nombre similar. Alternativamente, el presunto deudor puede disputar que la deuda sea exigible. En tales casos, el presunto deudor puede exigir que el cobrador o el acreedor demuestren que la deuda es pagadera; en ninguna jurisdicción existe una deuda simplemente porque el cobrador lo dice.
Los familiares de personas fallecidas no necesariamente tienen que pagar las deudas del difunto, pero las deudas deben ser pagadas por el patrimonio de la persona fallecida. Sin embargo, cuando una persona fallecida es copropietaria de bienes que están garantizados por su deuda, es posible que el acreedor obligue a la venta de los bienes para saldar la deuda.
El cobro de deudas internacionales es un campo especializado. Es el acto de buscar dinero vencido de clientes con sede en otro país para compensar al acreedor por los bienes o servicios que le proporcionó. No muchas empresas se especializan en este tipo de cobranza, ya que la cobranza puede requerir que sus empleados se comuniquen en varios idiomas y tengan conocimiento de los sistemas legales, las leyes y los reglamentos de todas las naciones en las que operan. La comunicación con un deudor extranjero puede ocurrir en un idioma diferente al usado en la nación del acreedor. Algunos cobradores de deudas se asociarán con agencias de cobro de deudas extranjeras, y cada agencia involucrada en el proceso de cobro estará familiarizada con las leyes y los idiomas de la nación en la que opera, lo que permitirá que el cobro de deudas ocurra a través de una agencia local, incluso cuando el deudor se encuentre en una nación diferente.

### Cuentas de cobro
Una cuenta de cobro es el empréstito o la deuda de una persona que se ha presentado a una agencia de cobro a través de un acreedor.

### Historial de crédito
Un historial de crédito es un registro de la historia de crédito de una persona o entidad comercial, que puede incluir el historial de pagos, de incumplimientos y de quiebra. La información sobre las deudas, los pagos atrasados y la falta de pago se puede colocar en el historial crediticio de un prestatario y, por lo general, permanece durante varios años. Es posible que los informes a las agencias de informes crediticios no estén necesariamente autenticados o verificados para verificar su precisión.

### Reenvejecimiento de la deuda
En algunos casos, un ente cobrador intentará revivir una deuda que ha expirado por prescripción haciendo un pago de la deuda, "para volver a envejecer la cuenta a fin de tener más tiempo para cobrar". Tal pago, generalmente en una cantidad relativamente pequeña, puede aparecer en un estado de cuenta de la tarjeta de crédito como un "pago de agencia" o "pago transaccional", y también puede denominarse "pago fantasma" ya que lo realiza la agencia de cobranza, sin el conocimiento o permiso del deudor. Debido a que este pago no lo realiza el deudor, un pago de agencia no extiende el estatuto de limitaciones más allá de la última fecha en que el deudor realizó personalmente un pago de la deuda, y es probable que un tribunal lo ignore cuando un deudor afirma que la deuda ha vencido bajo un estatuto de limitaciones aplicable.
Los defensores de los consumidores aconsejan a los deudores no reconocer deudas antiguas o deudas impropias para evitar inadvertidamente volver a envejecer la deuda. En raras ocasiones, un consumidor puede querer volver a envejecer una deuda. Por ejemplo, puede negociar un trato con un prestamista para volver a envejecer una deuda a cambio de eliminar los pagos atrasados y/o la actividad de cobranza de su registro de crédito, lo que mejoraría su puntaje de crédito.